# Bande des 40 mètres
La bande 7 MHz désignée aussi par sa longueur d'onde, 40 mètres, est une bande du service radioamateur destinée à établir des radiocommunications de loisir. Cette bande est utilisable de jour pour le trafic radio régional et national. Cette bande est utilisable pour les radiocommunications intercontinentales et continentales lorsqu’il fait nuit entre le lieu d’émission et de réception.

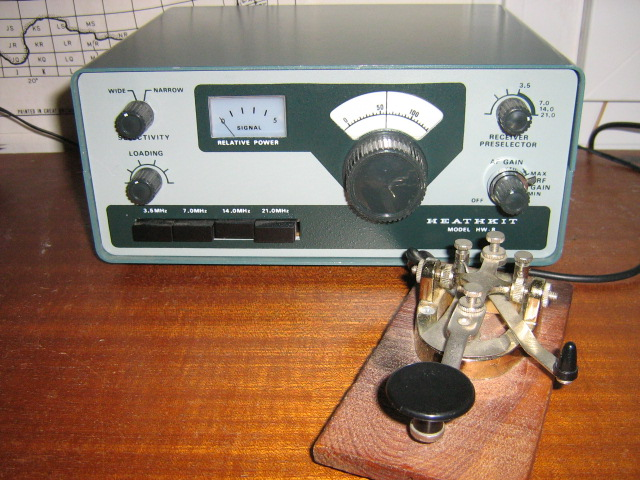
Sur la bande 40 mètres, un émetteur récepteur de quelques watts alimentant une antenne delta-loop permet des liaisons radiotélégraphique dans le continent.

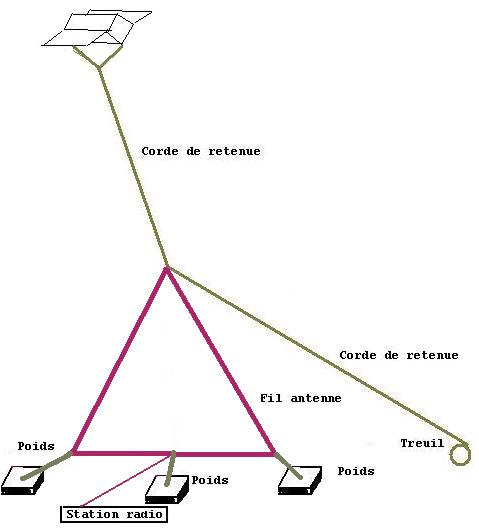
Cerf-volant porte antenne delta-loop.

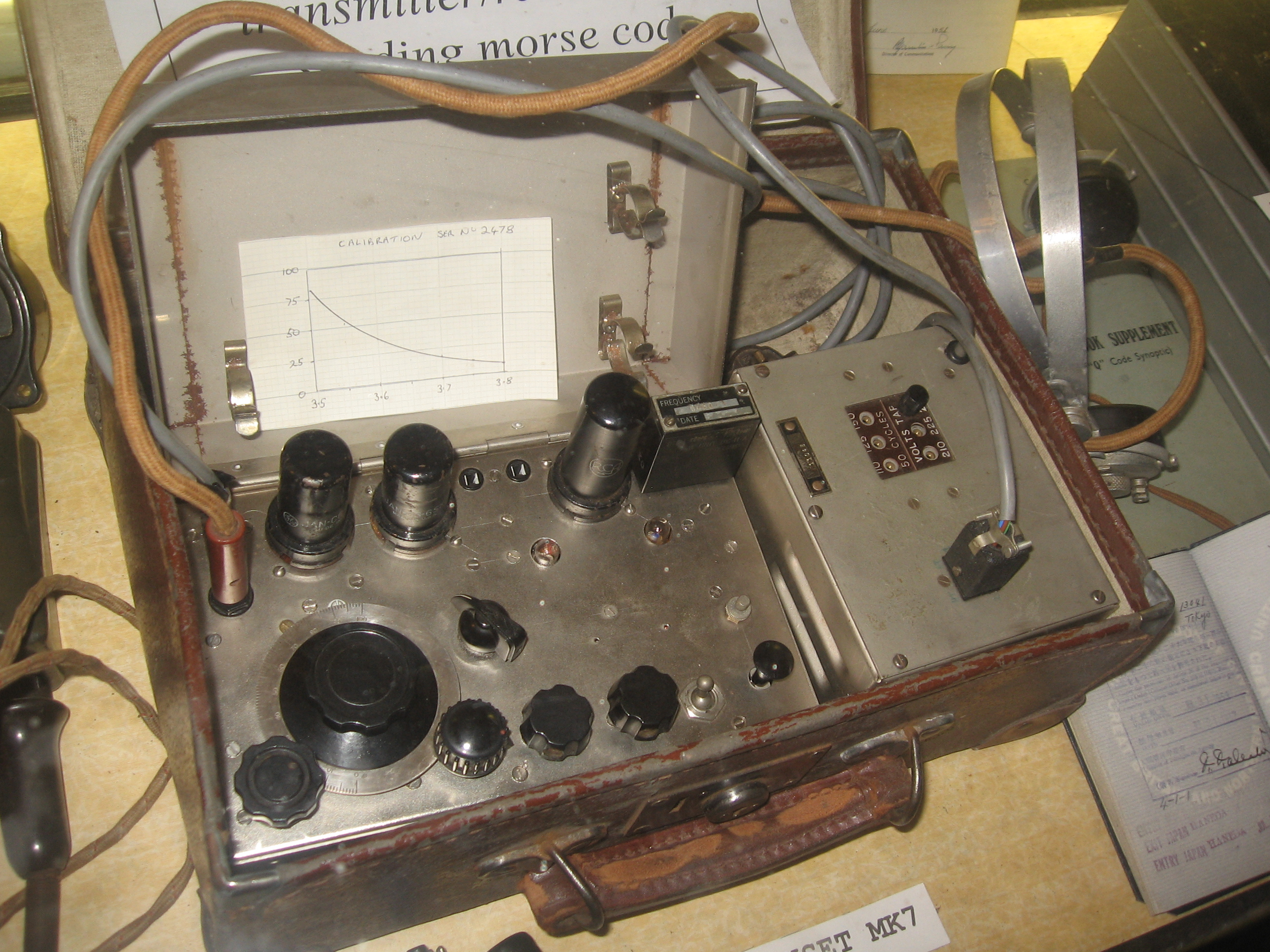
Stations de radio de la Résistance

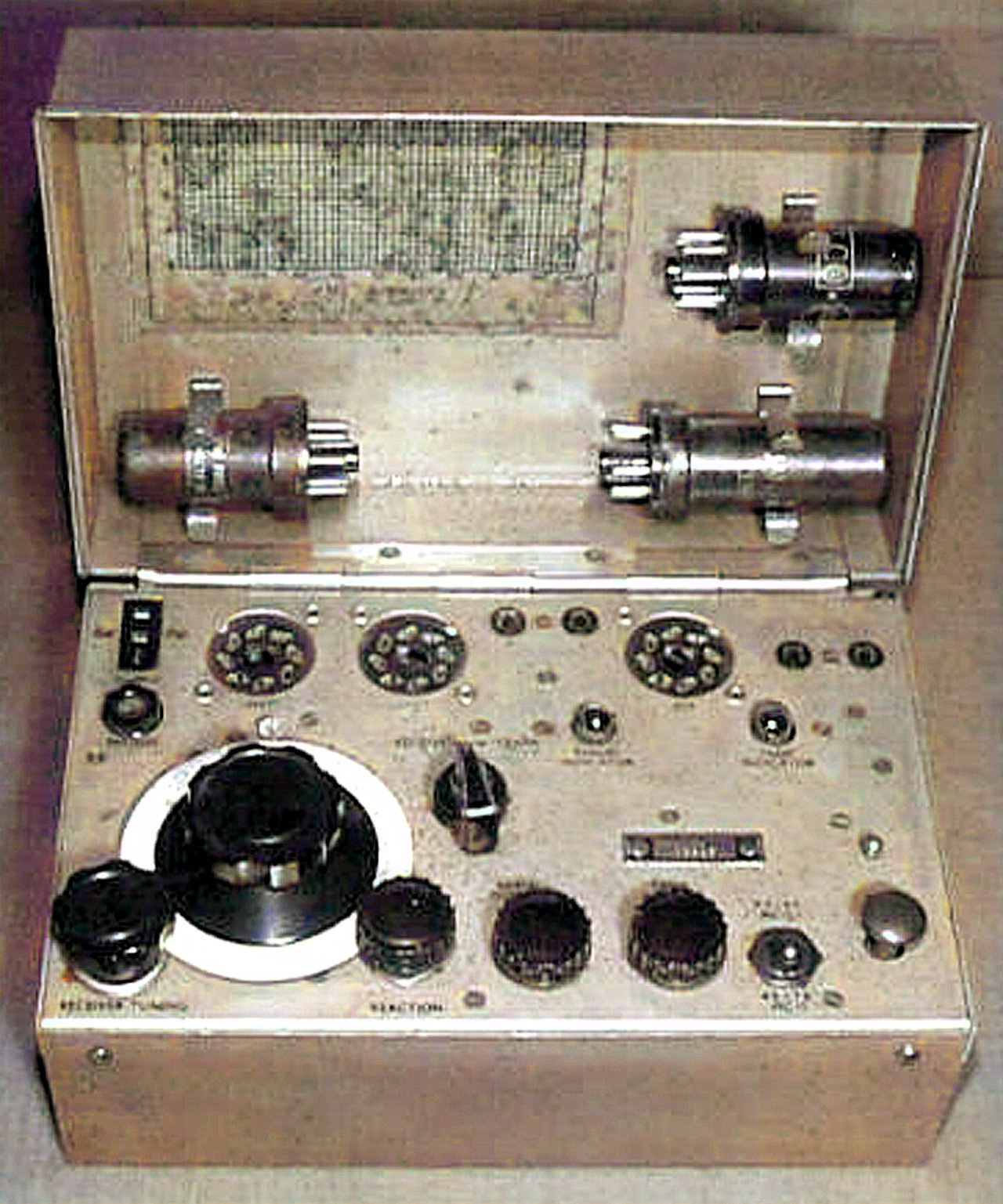
Réplique de l'émetteur-récepteur Paraset de 3.0 MHz à 7.6 MHz, puissance de sortie: 4 watts à 5 watts

## La bande des 40 mètres dans le monde
- La bande des "40 mètres" de 7 MHz à 7,3 MHz en Amérique et au Groenland, (région 2 UIT).
- Dans le reste du monde la bande est de 7 MHz à 7,2 MHz : (région 1 et 3[1] UIT).

### Tableau de la bande des 40 mètres
| Bande des 40 mètres | 7000 7040 | 7040 7060 | 7060 7200 |
| ------------------- | --------- | --------- | --------- |
| IARU Region 1       |           |           |           |

Légende
|  | = CW, data (Bande passante <200 Hz)                  |
|  | = CW, RTTY, Digimodes (Bande passante <500 Hz)       |
|  | = CW, RTTY, Digimodes, test, radiotéléphonie, image  |
|  | = CW, radiotéléphonie, image (Bande passante <3 kHz) |

## La bande des 40 mètres enEurope
Le nouveau plan de fréquence s’appliquera à partir du 29 mars 2009. Les sous-bandes recommandées par l'IARU région 1 et 3 dans la bande des "40 mètres" sont les suivantes :
- 7,000 MHz à 7,040 MHz Radiotélégraphie CW.
- 7,040 MHz à 7,060 MHz Digimodes (image).
- 7,060 MHz à 7,200 MHz Radiotéléphonie en LSB.

Les sous-bandes de l'ancienne recommandation.
- 7 MHz à 7,035 MHz Radiotélégraphie CW.
- 7,035 MHz à 7,045 MHz Digimodes (image).
- 7,045 MHz à 7,1 MHz Radiotéléphonie en LSB.

## La bande des 40 mètres enFrance
Pour la France, la bande 7 MHz à 7,2 MHz est attribuée au service amateur.

## Historique
- Cette bande d'amateurs de T.S.F. est créé le 1er janvier 1929 par la Conférence de Washington puis La Haye.

## La manœuvre d’une stationradioamateur
Pour manœuvrer une station radioamateur dans la bande 40 mètres, il est nécessaire de posséder un Certificat d'opérateur du service amateur de classe HAREC.

## Répartition des fréquences de la bande 7 MHz à 7,2 MHz
Répartition de la bande des "40 mètres" de 7 MHz à 7,2 MHz : (région 1 et 3 UIT).
| Radiotélégraphie et image sans la radiotéléphonie |
| Radiotéléphonie et radiotélégraphie               |

| Fréquences en kHz | Utilisations radioamateur                                                                                     | Modes                 |
| ----------------- | --- | --------------------- |
| 7000 à 7013       | Radioamateurs en radiotélégraphie et segment préféré conteste                                                 | C.W.                  |
| 7013              | Union française des télégraphistes UFT et radioamateurs en radiotélégraphie                                   | C.W.                  |
| 7013 à 7019       | Radioamateurs en radiotélégraphie et préféré conteste                                                         | C.W.                  |
| 7020              | Fréquence d’appel en radiotélégraphie                                                                         | C.W.                  |
| 7021 à 7025       | Radioamateurs liaisons intercontinentales en radiotélégraphie et segment préféré conteste                     | C.W.                  |
| 7025 à 7028       | Radioamateurs liaisons intercontinentales en radiotélégraphie                                                 | C.W.                  |
| 7028              | Informations radioamateurs U.F.T. le dimanche suivant le 1er jeudi du mois à 10h30 locale en radiotélégraphie | C.W.                  |
| 7028 à 7029       | Radioamateurs liaisons intercontinentales en radiotélégraphie                                                 | C.W.                  |
| 7030              | Radioamateurs en radiotélégraphie en faible puissance, trafic I.O.T.A. et canal scouts                        | C.W.                  |
| 7031 à 7035       | Radioamateurs en radiotélégraphie                                                                             | C.W.                  |
| 7035 à 7040       | Radioamateurs liaisons intercontinentales en radiotélégraphie                                                 | C.W.                  |
| 7040 à 7047.5     | Radioamateurs                                                                                                 | C.W./Digimodes        |
| 7047.5            | W1AW: cours de radiotélégraphie et information activité radioamateurs ARRL (USA) P 1 kW                       | C.W.                  |
| 7047.5 à 7050     | Radioamateurs et stations numériques automatique                                                              | C.W./Digimodes        |
| 7050 à 7053       | Radioamateurs et stations numériques automatique                                                              | L.S.B./C.W./Digimodes |
| 7053 à 7055       | Radioamateurs                                                                                                 | L.S.B./C.W./Digimodes |
| 7055              | Fréquence préférentielles pour le trafic I.O.T.A. en radiotéléphonie, bande des 40 mètres                     | L.S.B.                |
| 7055 à 7060       | Radioamateurs                                                                                                 | L.S.B./C.W./Digimodes |
| 7060              | Ancien canal « Emergence Center of Activity » Communication d’urgence de catastrophe                          | L.S.B./C.W.           |
| 7060 à 7065       | Radioamateurs                                                                                                 | L.S.B./C.W.           |
| 7065              | Radioamateurs: 65 HAUTES-PYRÉNÉES dimanche à 11h30 locale                                                     | L.S.B.                |
| 7065 à 7067       | Radioamateurs                                                                                                 | L.S.B./C.W.           |
| 7067              | Informations radioamateurs U.R.C. samedi a 10h locale; bande des 40 mètres                                    | L.S.B./C.W.           |
| 7067 à 7070       | Radioamateurs                                                                                                 | L.S.B./C.W.           |
| 7 070             | Radioamateurs en voix numérique en faible puissance                                                           | Numérique             |
| 7070 à 7075       | Radioamateurs                                                                                                 | L.S.B./C.W.           |
| 7075              | Informations radioamateurs R.E.F. samedi à 10h30 locale; bande des 40 mètres                                  | L.S.B./C.W.           |
| 7075 à 7082       | Radioamateurs                                                                                                 | L.S.B./C.W.           |
| 7082              | Canal: sécurité civile ADRASEC                                                                                | L.S.B.                |
| 7082 à 7090       | Radioamateurs                                                                                                 | L.S.B./C.W.           |
| 7090              | Fréquence internationale d’appel en radiotéléphonie en faible puissance et Canal scouts                       | L.S.B.                |
| 7090 à 7092       | Radioamateurs                                                                                                 | L.S.B./C.W.           |
| 7092              | Canal: sécurité civile ADRASEC                                                                                | L.S.B.                |
| 7092 à 7093       | Radioamateurs                                                                                                 | L.S.B./C.W.           |
| 7093              | Radioamateurs: 93 Seine-Saint-Denis dimanche à 08h30 locale                                                   | L.S.B.                |
| 7093 à 7100       | Radioamateurs                                                                                                 | L.S.B./C.W.           |
| 7100 à 7110       | Radioamateurs, bande des 40 mètres                                                                            | L.S.B./C.W.           |
| 7110              | Canal « Emergence Center of Activity » Communication d’urgence de catastrophe                                 | L.S.B./C.W.           |
| 7110 à 7130       | Radioamateurs, bande des 40 mètres                                                                            | L.S.B./C.W.           |
| 7130 à 7160       | Radioamateurs, segment préféré conteste, bande des 40 mètres                                                  | L.S.B./C.W.           |
| 7165              | Fréquence internationale d’appel en image                                                                     | S.S.T.V./Fax          |
| 7170 à 7175       | Radioamateurs, segment préféré conteste, bande des 40 mètres                                                  | L.S.B./C.W.           |
| 7175 à 7200       | Radioamateurs en liaisons intercontinentales, bande des 40 mètres                                             | L.S.B./C.W.           |

## Les antennes

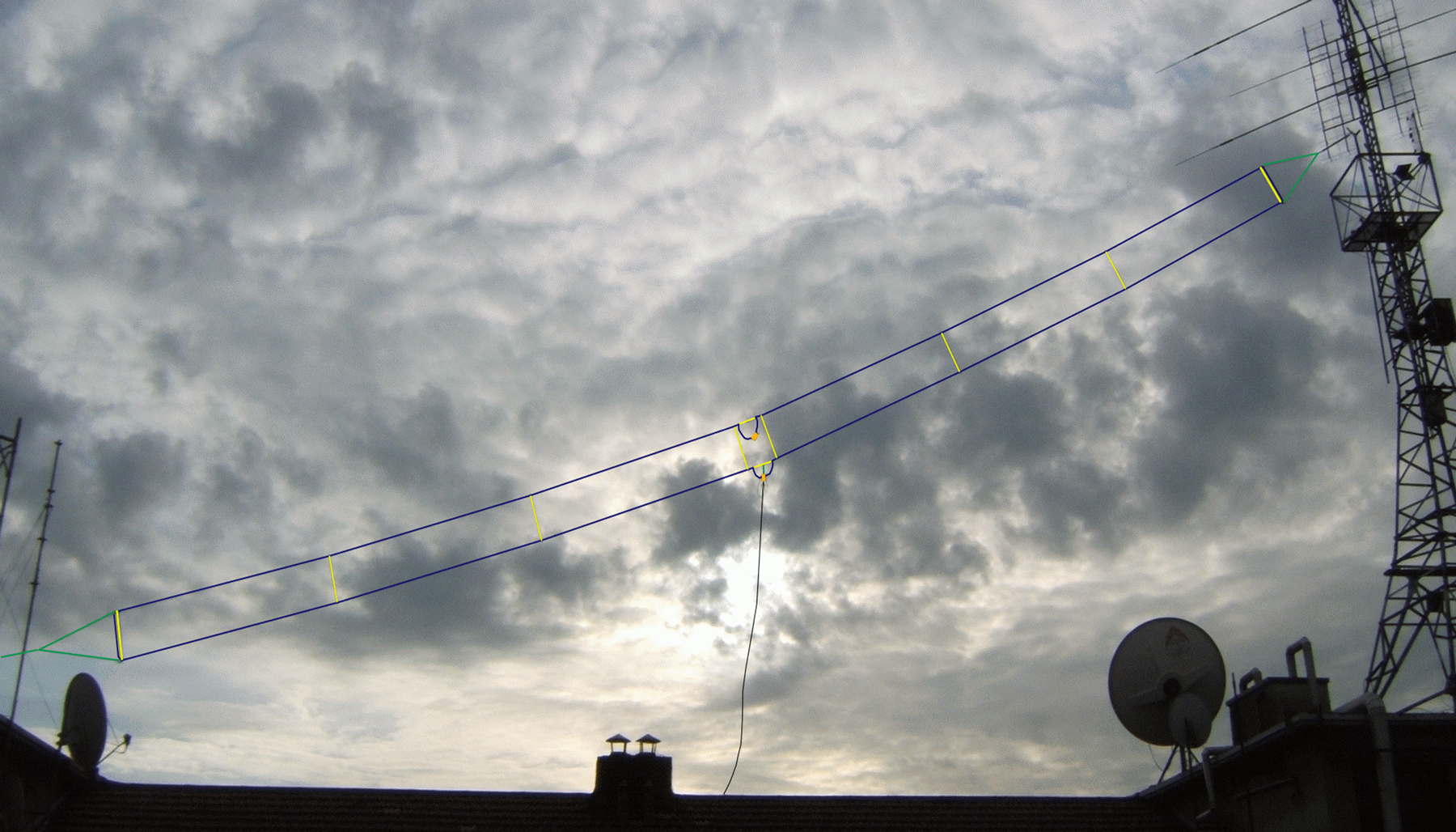
Antenne apériodique (W3HH) (T2FD)

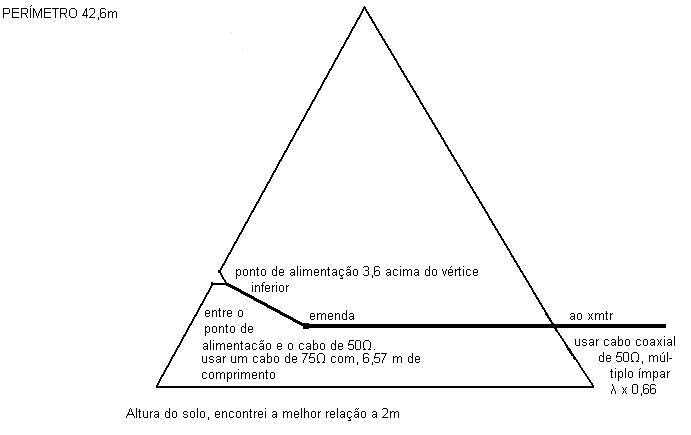
Antenne Delta Loop pour la propagation par onde réfléchie entre ciel et terre.

Les antennes les plus utilisées sur cette bande :
- Antenne fouet à capacité terminale
- Antenne fouet hélicoïdale
- Antenne fouet à bobine
- Antenne dipolaire ou dipôle
- Antenne losange
- l’antenne Conrad-Windom
- l’antenne Levy
- l’antenne Zeppelin
- l’antenne delta-loop verticale ou horizontale.
- Antenne G5RV
- Antenne cadre
- l’antenne en "L"
- Antenne dipolaire en « V » inversé demi-onde
- l’antenne apériodique (W3HH) (T2FD)
- l’antenne long-fil
- l’antenne Beverage
- l’antenne Sloper
- l’antenne a deux éléments déphasés
- l’antenne NVIS
- Antenne en T

L'antenne radioélectrique pour être efficaces est longue d'une demi-onde (de plusieurs dizaines de mètres) peut être soutenue par un cerf-volant porte antenne de type stationnaire ou par un ballon porte antenne pour la réception des ondes radioélectriques.

## La propagation sur la bande 7 MHz

### Le jour
- De jour
- Excellente bande nationale en fin de matinée et l’après-midi, portée jusqu’à 2000 km.
- Radiocommunications possibles sans zone de silence en rayonnement NVIS (Onde de Ciel à Incidence Quasi Verticale) avec une portée régionale.

### La nuit

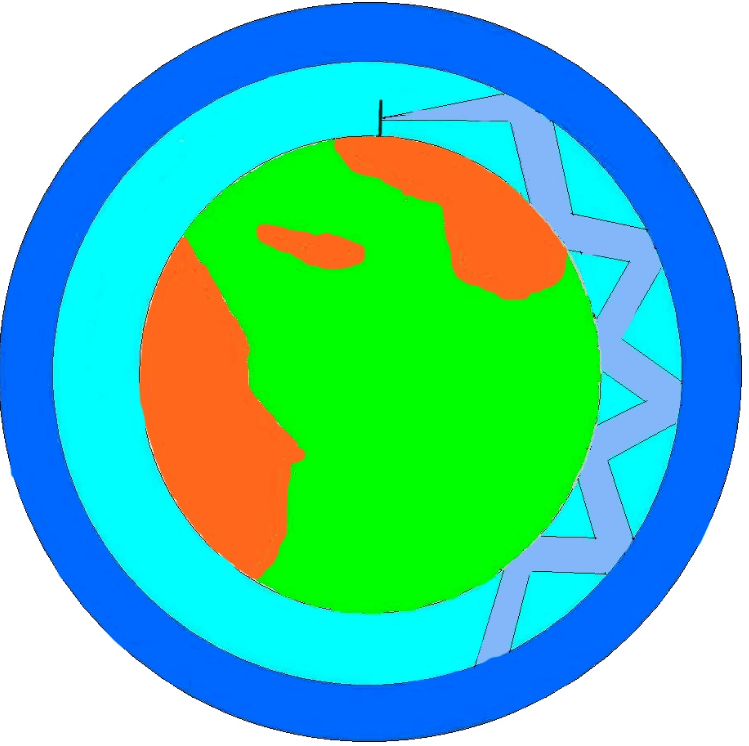
La propagation par onde réfléchie entre ciel et terre.

La radiocommunication intercontinentale et continentale n’est possible que lorsqu’il fait nuit entre le lieu d’émission et de réception avec une distance de saut de 500 km : 
- Radiocommunication avec une station située à l'Est est peu avant le crépuscule jusqu'à quelques heures avant l'aube.
- Radiocommunication avec une station située à l'Ouest est entre les heures tardives de la soirée et l'aube.
- Radiocommunication avec une station située au Nord et au Sud est à tout moment pendant les heures de nuit.

### Réflexions
De plus on rencontre en partant de l’émetteur une petite zone de réception par onde de sol, une zone de silence, une zone de réception indirecte, une zone de silence, une zone de réception indirecte, une zone de silence et ainsi de suite. L’énergie radiofréquence est réfléchie par les couches de l'ionosphère. Ces réflexions successives entre le sol ou la mer et les couches de l'ionosphère permette des liaisons radiotélégraphique intercontinentales nocturnes.

### La ligne grise

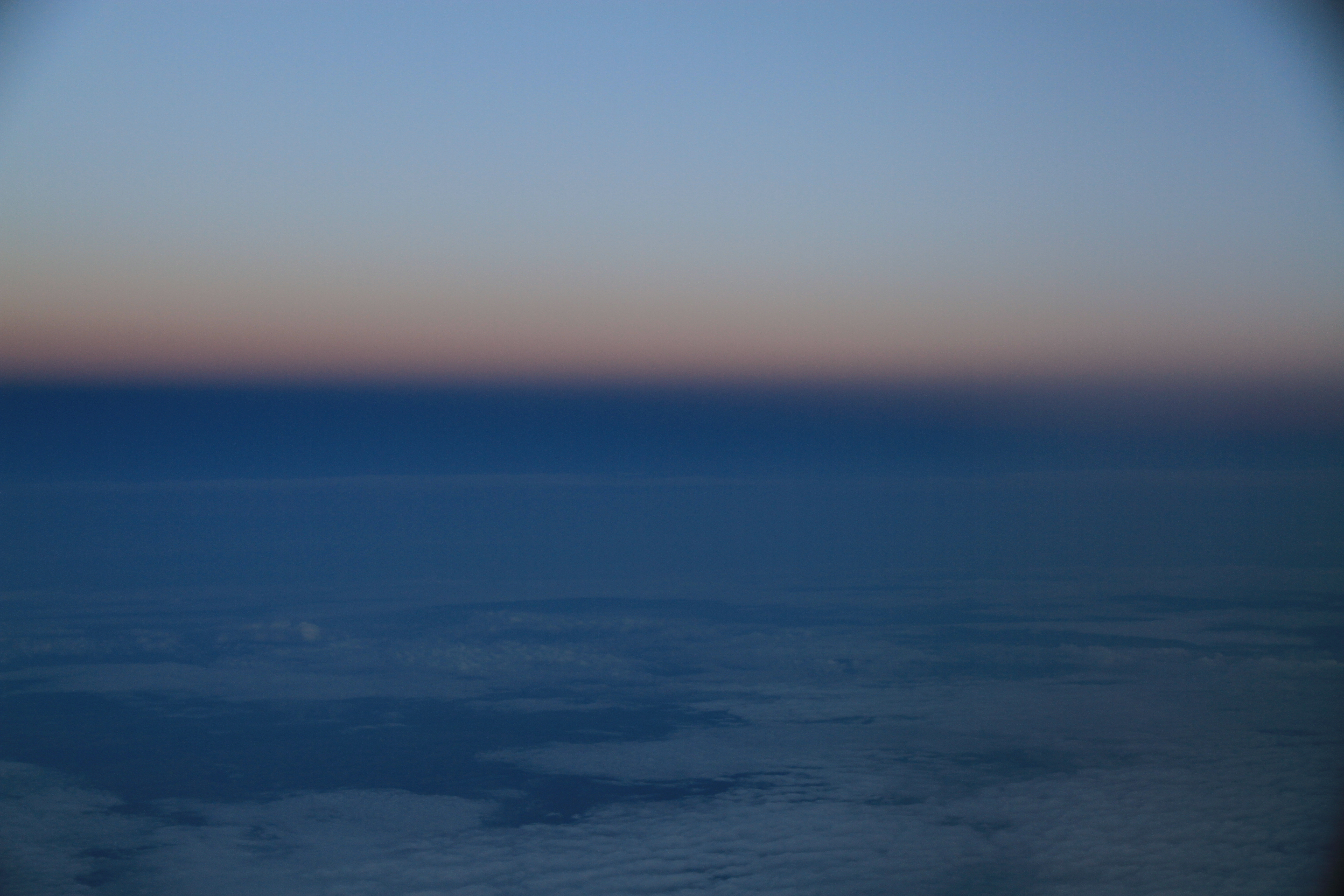
Ligne grise (ou Grey line).

Le matin ou le soir quand la terre entre ou sort de la nuit, une zone entre le ciel bleu en jour et le ciel transparent de la nuit est appelé ligne grise. C'est le moment le plus favorable pour les radiocommunications à longue distance. La ligne grise relie un pôle a l'autre et se modifie au gré des saisons, modifiant la propagation à longue distance de cette bande pour une durée de 30 minutes.

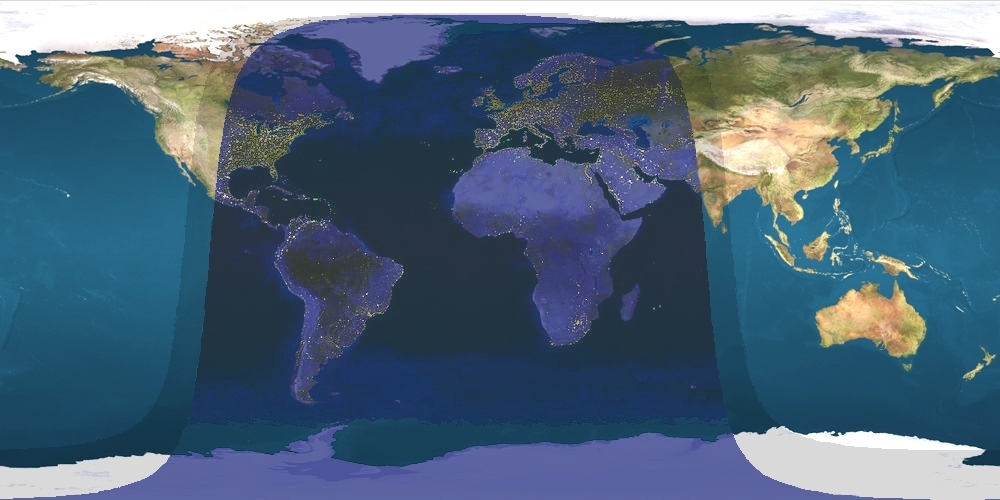
Parcours nocturne et éclairé par le soleil à 1 h UTC.
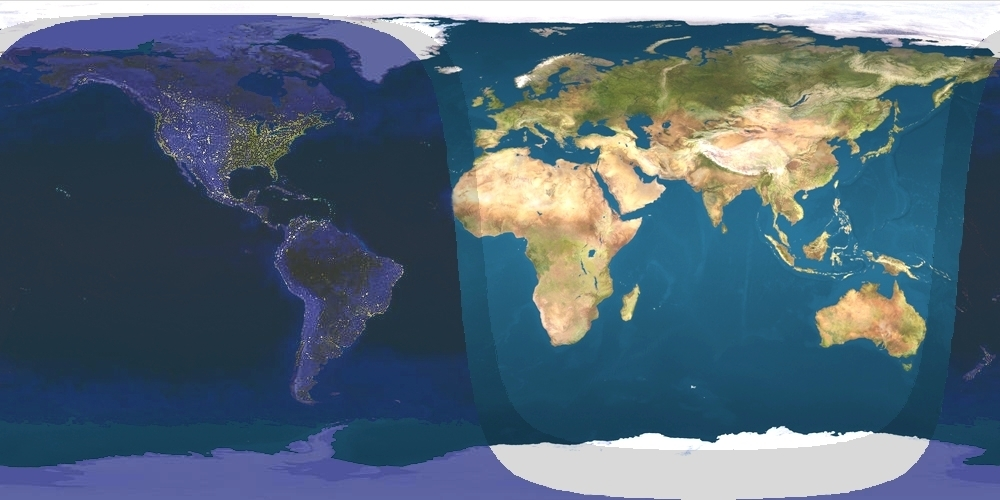
Parcours nocturne et éclairé par le soleil à 07h UTC.
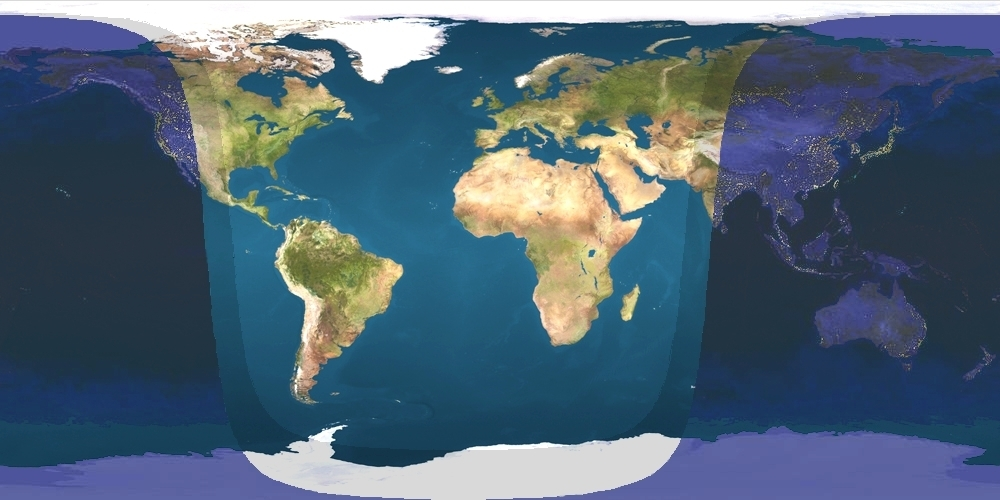
Parcours nocturne et éclairé par le soleil à 13h UTC.
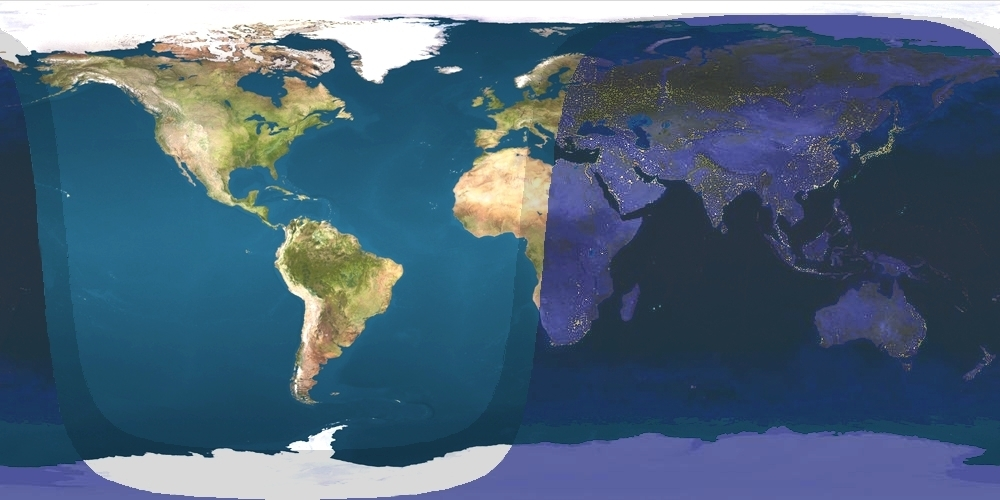
Parcours nocturne et éclairé par le soleil à 17h UTC.
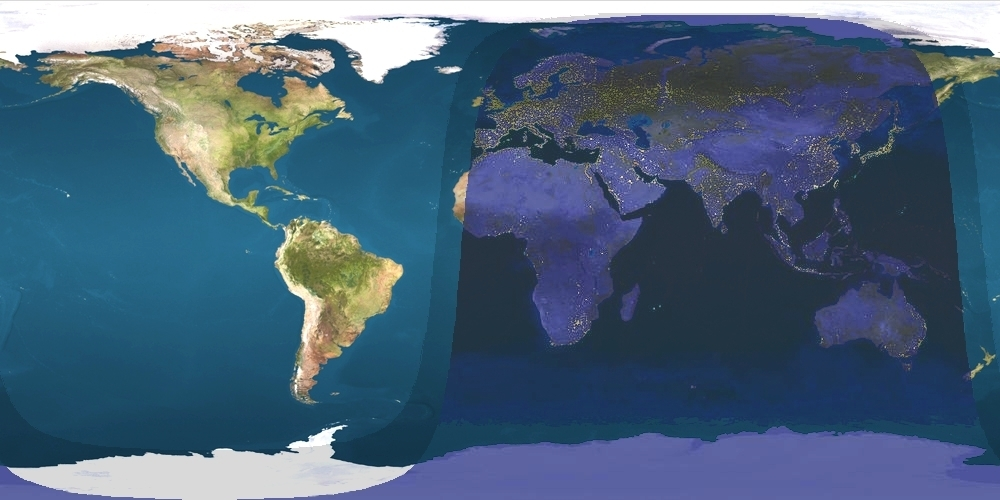
Parcours nocturne et éclairé par le soleil à 19h UTC.
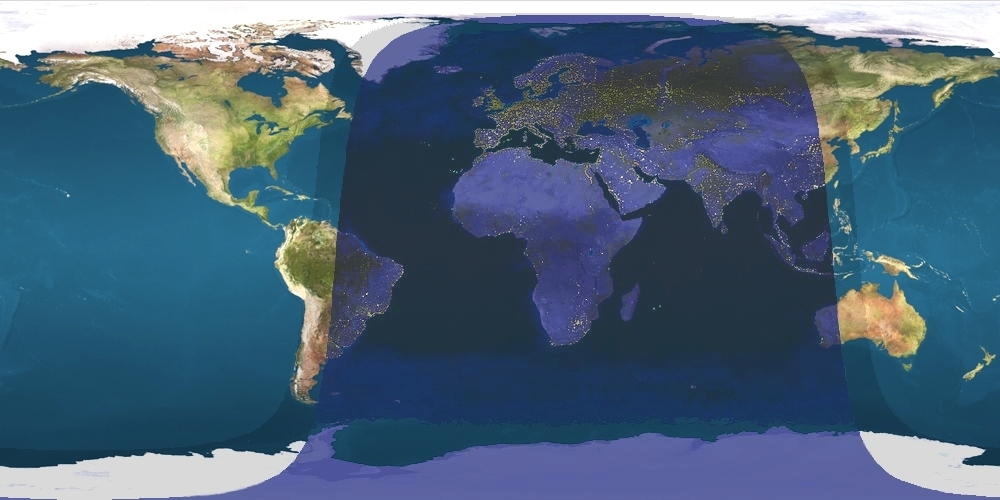
Parcours nocturne et éclairé par le soleil à 22h UTC.